# 古斯塔夫·阿道夫广场 (斯德哥尔摩)

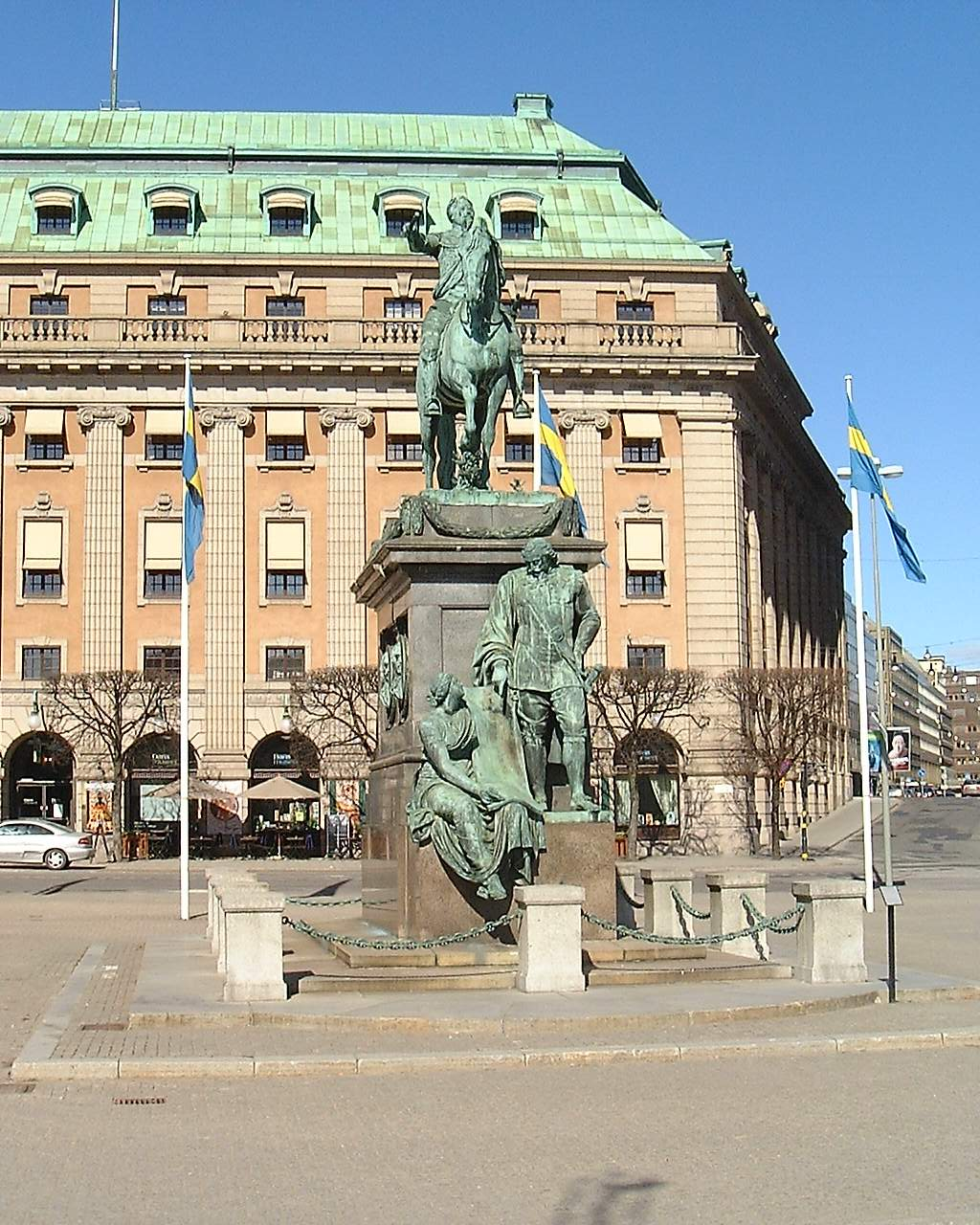
古斯塔夫·阿道夫骑马雕像

古斯塔夫·阿道夫广场（瑞典语：Gustav Adolfs torg）位于瑞典斯德哥尔摩市中心，得名于瑞典国王古斯塔夫·阿道夫。
广场上有瑞典皇家歌剧院、瑞典国务院、世袭王子宫（瑞典外交部）以及瑞典国防部。广场以南，是圣灵岛上的瑞典国会，以及斯德哥尔摩老城的斯德哥尔摩王宫。
广场中央是古斯塔夫·阿道夫的骑马雕像，由法国雕塑家Pierre l'Archevêque立于1796年。
59°19′44″N 18°04′05″E / 59.329°N 18.068°E